# Нефелін-апатитові руди
Нефелін-апатитові руди (рос. нефелин-апатитовые руды, англ. nepheline-apatite ores; нім. Nephelin-Apatit-Erze n pl) — другий після бокситів за промисловим значенням вид алюмінієвої сировини.

## Склад і походження
Включають нефелінові і Н.-а. руди. Пром. цінність цих руд визначається концентрацією нефеліну.
Нефелінові руди являють собою щільні масивні вивержені породи з об'ємною масою 2670 кг/м3, дрібно- і середньозернистої структури. Вони утворюють рудні тіла штоко-, дайко- і лаколітовидної форми серед лужних гірських порід, пов'язаних в осн. з ультраосновною і основною магмою. Добування нефелінових руд здійснюється в осн. відкритим способом.

## Локалізація
Родовища нефелінових руд є в РФ, Монголії, США (шт. Арканзас), Канаді, Норвегії, Португалії, Італії, Мексиці, Бразилії, країнах Півн. Африки і ін.

## Переробка

1. Родовища нефелін-апатитових руд — потенційні джерела алюмінієвої сировини.
2. Нефелінові руди (уртити) і нефелінові концентрати, одержані з апатито-нефелінових руд, переробляються на глинозем методом спікання.
3. Відходи апатитових комплексних руд слугують сировиною для виробництва нефелінового концентрату. Технологічна схема нефелінового виробництва (рис.) включає класифікацію відходів апатитового виробництва в гідроциклонах з подальшою класифікацією пісків і знешламленням зливу.